# Мухаммад аль-Идриси
Абу́ ‘Абдулла́х Муха́ммад ибн Муха́ммад аль-Идри́си (араб. أبو عبد الله محمد بن محمد الإدريسي‎;
1100, Сеута — 1165, Сицилия или Сеута) — арабский географ, автор географического сочинения, составленного по инициативе короля Сицилии Рожера II в 1154 году. Известен как аш-Шариф аль-Идриси или просто аль-Идриси (араб. الإدريسي‎). В его честь названы горы аль-Идриси на Плутоне (название утверждено МАС 7 сентября 2017 года).

## Биография
Его полное имя: Абу ‘Абдуллах Мухаммад ибн Мухаммад ибн Абдуллах ибн Идрис аль-Хаммуди аль-Кураши. Он был потомком эмирского рода Идрисидов (ветви Алидов), но ко времени его рождения семья давно лишилась власти. Родился он в Сеуте, но образование получил в Кордове. С юности много путешествовал, в 1116 году находился в Малой Азии, также (по мнению И. Ю. Крачковского) посетил Францию и Англию, объездил Испанию и Марокко. Около 1138 года переехал в Палермо ко двору Рожера II. Умер в 1165 или 1166 году на Сицилии. По другой версии, через некоторое время после смерти короля аль-Идриси вернулся на родину, где и скончался.

## Основное сочинение

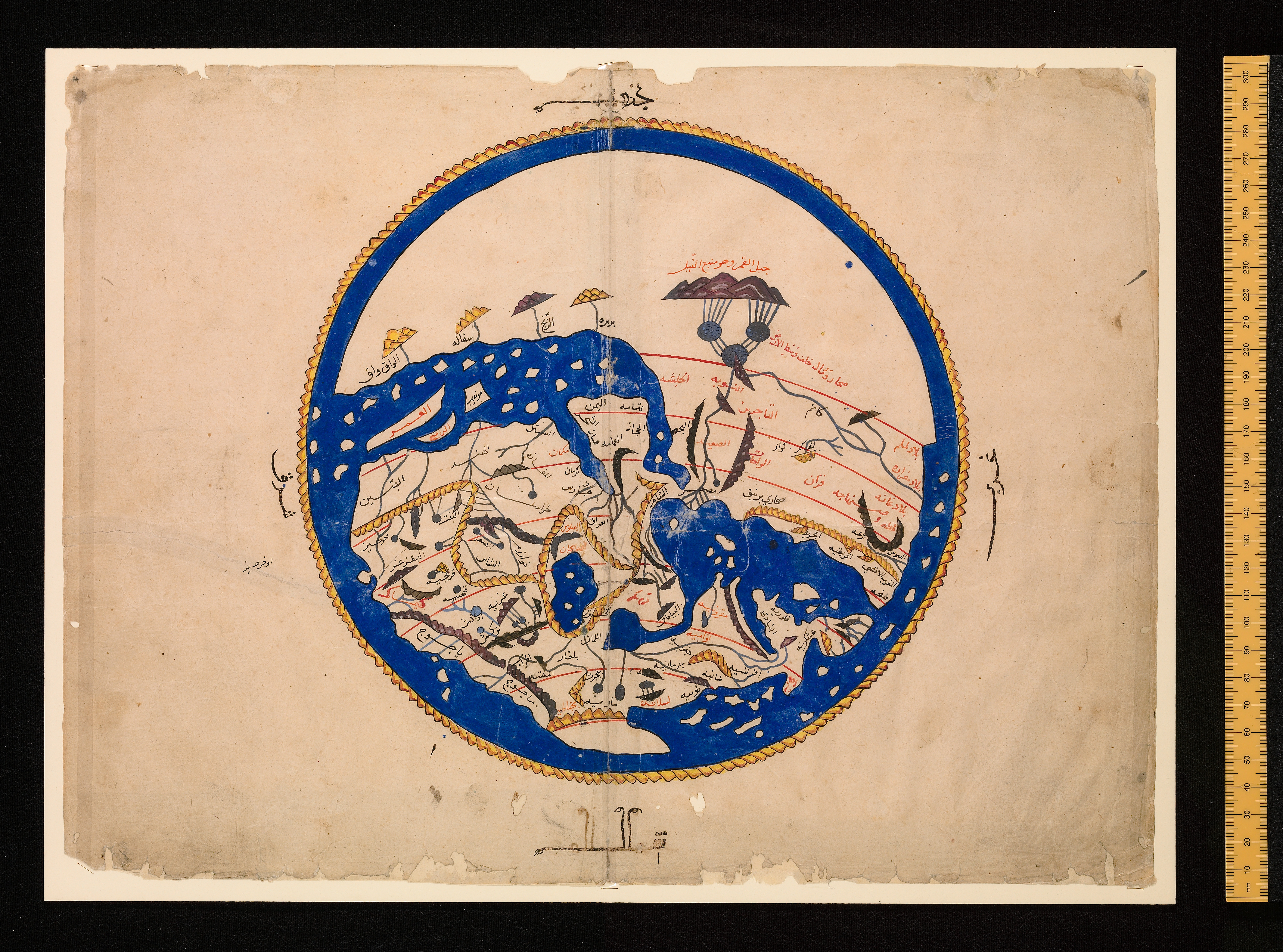
Реконструкция перевёрнутой карты Аль-Идриси.

Основное сочинение «Нузхат аль-муштак фи-хтирак аль-афак» (варианты перевода: И. Ю. Крачковский: «Развлечение истомленного в странствии по областям»; И. Г. Коновалова: «Отрада страстно желающего пересечь мир») было завершено в январе 1154 года и известно также под названием «аль-Китаб ар-Руджжари» («Книга Рожера»). В предисловии к нему Идриси говорит об интересе короля Рожера к географии и его приказе составить книгу, обобщающую сведения греческих и арабских географов. Ранее (как сообщает сам Идриси и арабский биограф XIV века ас-Сафади) король приказал отлить из серебра диск с детальной картой мира и составить бумажные карты, вслед за чем и была составлена книга. Также Рожер не только расспрашивал путешественников, но и (согласно ас-Сафади) посылал людей в различные страны для сбора сведений.
Во введении Идриси называет свои основные источники: это Птолемей Клавдий и Орозий из античных авторов, а из арабских: Ибн Хордадбех, ал-Йакуби, Кудама ал-Басри, ал-Масуди, ал-Джайхани, Ибн Хаукаль, ал-Узри, а также плохо известные Джанах ибн Хакан ал-Кимаки, Муса ибн Касим ал-Каради и Исхак ибн ал-Хасан ал-Мунаджжим.
В начале сочинения даётся общее описание Земли, она делится на семь климатов (широтных зон), а каждый из них — на 10 зон с запада на восток. Таким образом, 70 секций сочинения связаны с 70 прилагавшимися картами. По подсчётам К. Миллера, на картах нанесено около 2500 наименований объектов, а в тексте — более 6000. В частности, описание страны ар-Русиййа (Русь) включено в 5 секцию VI климата и 4 и 5 секции VII климата и содержит названия более 20 городов.
В сочинении содержатся сведения обо всех известных арабам странах, от Западной Африки до Скандинавии и от Марокко до Китая. Согласно Крачковскому, с именем Идриси связан третий и последний период арабской картографии, говорящий о некотором регрессе, ибо на картах теряется понимание значения географической широты и долготы.

## Другие труды
Также Идриси был автором сочинения по фармакогнозии, известного по рукописи; от географического сочинения «Рауд ал-унс ва нузхат ан-нафс» («Сад приязни и развлечение души»), составленного для Вильгельма I, сохранилось лишь несколько цитат; также известны отрывки его стихов.

## Влияние, издания и литература
Труд Идриси остался неизвестным латинским авторам XII—XIII веков. Последующая арабская традиция обращалась к его труду редко, его используют Ибн Саид аль-Магриби и Абу-ль-Фида. Самая ранняя из сохранившихся рукописей Идриси хранится в Париже и датируется около 1300 года.
Тем не менее позже Идриси стал одним из наиболее известных в Европе средневековых арабских географов, чему способствовали ранние издания его труда. Первое арабское издание появилось в Риме в типографии Медичи в 1592 году и передавало сокращенную редакцию труда Идриси; по этому же изданию был сделан латинский перевод 1619 года, по недоразумению названный «Geographia Nubiensis», ибо переводчики посчитали автора уроженцем Судана. В 1836—1840 годах П. А. Жобер выпустил полный французский перевод книги.
Полное издание труда Идриси в оригинале вышло лишь в XX веке:
- Al-Idrisi. Opus geographicum sive «Liber ad eorum delectationem qui terras peragrare studeant». Neapoli; Romae, 1970—1984. Fasc. I—IX.

Именем Идриси назван аэропорт (англ.) в марокканском городе Эль-Хосейма.
Переводы отрывков на русский язык:
- Извлечения / Пер. С. Волина // Материалы по истории туркмен и Туркмении. — М.; Л., 1939. — Т. 2. — С. 220—222.
- Отрывки // Арабские источники X—XII веков по этнографии и истории Африки южнее Сахары. / Пер. В. В. Матвеева и Л. Е. Куббеля. — М.; Л., 1965.
- Коновалова И. Г. Ал-Идриси о странах и народах Восточной Европы: текст, перевод, комментарий. — М.: Восточная литература, 2006. — 328 с. — (Древнейшие источники по истории Восточной Европы).(перевод отрывков занимает стр. 108—128)